# Вулиця Війтовича
Ву́лиця Війто́вича — вулиця у Галицькому районі міста Львова, у місцевості Новий Світ. Сполучає вулиці Митрополита Андрея та Шептицьких.

## Історія
Вулиця виникла при забудові району, що неподалік від Святоюрської гори, наприкінці XIX століття. У 1895 році отримала назву Домса, на честь львівського підприємця та філантропа Роберта Домса. Під час німецької окупації, з травня 1942 року по липень 1944 року, вулиця мала назву Фрауернштрассе. У 1946 році, вже за радянських часів, отримала назву Червонофлотська. Сучасна назва походить з 1991 року, на честь львівського українського скульптора Петра Війтовича.

## Забудова
Вулиця Петра Війтовича забудована дво- і триповерховими будинками початку XX століття, у стилях класицизму та модерну.

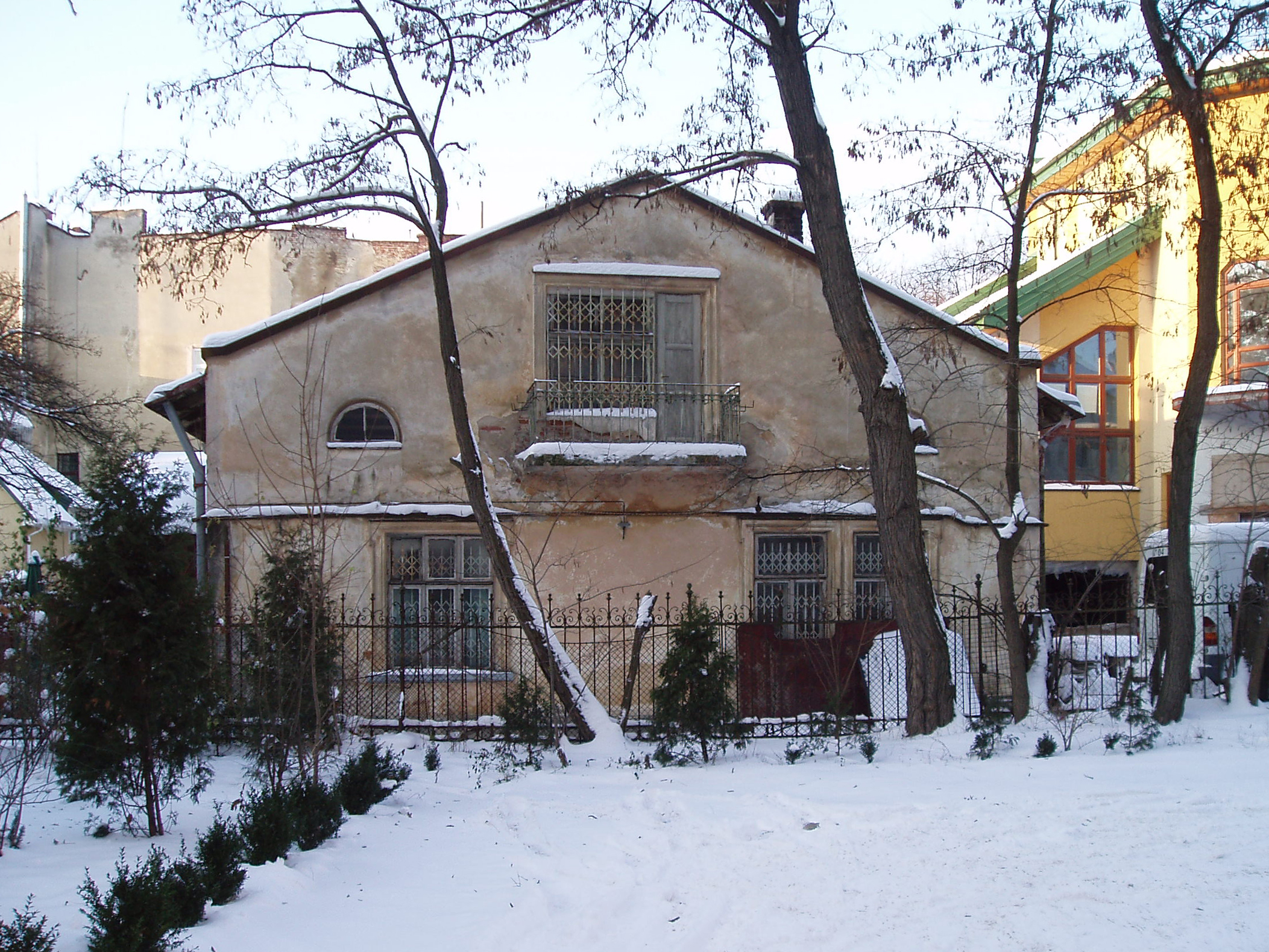
Житловий будинок на вул. Війтовича, 8

Будинок під № 9 у міжвоєнний період був у власності Марії Петрикевич та спілки мешканців. За цією ж адресою також розташовувався магазин рільничих машин Бодера. Наприкінці 2000-х років тут діяла благодійна місія християн-баптистів «Благовісник Галичини», від 2012 року тут міститься Українська баптистська теологічна семінарія.
Житловий будинок № 14, зведений у 1908 році у стилі модерн. Триповерхова будівля прикрашена фігурним фронтоном та масивними маскаронами у вигляді лев'ячих голів. В оформленні вікон використані українські мотиви — орнамент із стилізованих мальв, рельєфні вінки, рельєфні смужки, що нагадують кінці вишитого рушника. Два балкони прикрашені сецесійними кованими решітками з орнаментом з грецьких пальметок та меандру. Збереглося кахлеве покриття підлоги сходової клітки, прикрашене сецесійним орнаментом з синіх лілій та зеленого листя. У міжвоєнний період будинок був у власності Тоні Косслер. На першому поверсі будинку містилася пекарня Кесслера.

## Особи, пов'язані з вулицею Війтовича
У будинку № 5 у 1905—1920 роках мешкав греко-католицького священик, педагог, професор Львівського університету, доктор теології Іван Бартошевський. Разом з ним за цією адресою мешкали Юлія Парандовська та їхній син — польський письменник Ян Парандовський.